# Polyptychus anochus
Polyptychus anochus is een vlinder uit de familie van de pijlstaarten (Sphingidae). De wetenschappelijke naam van de soort werd in 1906 gepubliceerd door Lionel Walter Rothschild & Heinrich Ernst Karl Jordan.

## Ondersoorten
- Polyptychus anochus anochus
- Polyptychus anochus margo Basquin & Pierre, 2005[1]
  - holotype: "male, 25.I.1964"
  - instituut: Muséum national d'histoire naturelle, Parijs, Frankrijk
  - typelocatie: "République Centrafricaine, Boukoko"